# Campion Cycle Company
Campion Cycle Company fou una empresa britànica fabricant de bicicletes, motocicletes i autocicles amb seu a Nottingham que tingué activitat entre el 1893 i el 1926. El 1927 va ser adquirida per l'empresa d'electrònica Currys.
Les motocicletes Campion duien diversos motors propietaris, entre ells Minerva, MMC, Fafnir, Precision, Villiers, Blackburne i JAP. L'empresa subministrava també bastidors a altres fabricants.

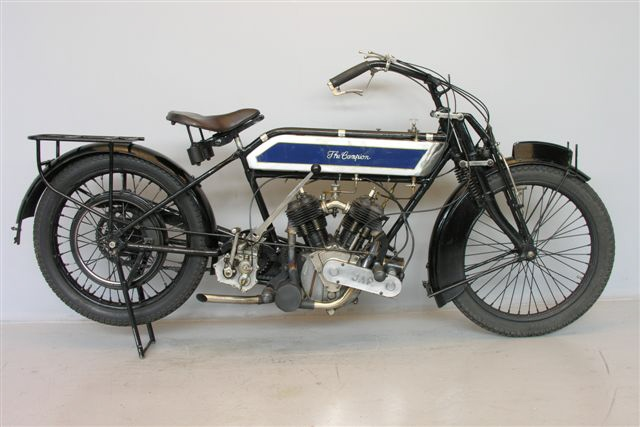
Una motocicleta Campion amb motor JAP de 1913

L'autocicle Campion es va fabricar només el 1913 i estava propulsat per un motor JAP V-twin amb una potència nominal de 8 CV. Emprava un sistema de transmissió de fricció i movia les rodes posteriors per mitjà d'una corretja.